# Sebastian Fikus
Sebastian Fikus (ur. 1959) – polski historyk, politolog i medioznawca, doktor habilitowany, profesor nadzwyczajny Uniwersytetu Śląskiego w Katowicach. Specjalizuje się w historii najnowszej. Publicysta i producent telewizyjny.

## Życiorys
Studia kulturoznawcze na Uniwersytecie Śląskim w Katowicach ukończył z wyróżnieniem w 1986. Praca magisterska nosiła tytuł „Interferencyjna teoria aksjologicznej analizy uniwersum tekstu artystycznego” (promotorem był Andrzej Gwóźdź). W latach 1988–1992 odbywał studia na Wydziale Reżyserii Dramatu ówczesnej Państwowej Wyższej Szkoły Muzycznej, Teatralnej i Baletowej Folkwang (Obecnie Uniwersytet Artystyczny Folkwang) w klasie prof. Hansgünthera Heyme. Podczas tych studiów reżyserował przedstawienie „Kiedy wróci” na podstawie „Andorry” Maxa Frischa oraz adaptację noweli Josepha Eichendorffa „Z życia nicponia” na deskach teatru w Opolu. W 2005 obronił pracę doktorską „Powstania śląskie i plebiscyt w niemieckiej historiografii i publicystyce” (promotorem był Marian Marek Drozdowski) na Uniwersytecie Kardynała Stefana Wyszyńskiego w Warszawie.
Od 2007 pracuje na uczelni. Był zatrudniony jako adiunkt w Katedrze Badań nad Komunikacją i Społeczeństwem Wielokulturowym oraz w Katedrze Rynku Pracy i Kapitału Ludzkiego Wydziału Zarządzania i Inżynierii Produkcji Politechniki Opolskiej. Pracował także w Katedrze Dziennikarstwa Wyższej Szkoły Zarządzania „Edukacja” we Wrocławiu, a także w Katedrze Dziennikarstwa Małopolskiej Wyższej Szkoły im. Dietla w Krakowie. Habilitował się w 2014 w Instytucie Historii PAN w Warszawie na podstawie pracy „Trudny spadek dysydentów III Rzeszy w Republice Federalnej Niemiec”. Jest członkiem Komisji Prasoznawczej PAN w Krakowie oraz wrocławskiego oddziału Polskiego Towarzystwa Socjologicznego.
Współpracował z redakcją form artystycznych i publicystyki kulturalnej ośrodka TVP Katowice. W latach 1992–2006 autor, realizator i producent magazynu publicystyczno-kulturalnego „Schlesien Journal” emitowanego przez TVP Katowice, Opole i Wrocław. W tym czasie również korespondent Westdeutscher Rundfunk.
Laureat w pierwszej edycji Polsko-Niemieckiej Nagrody Dziennikarskiej im. Tadeusza Mazowieckiego (1997, za cykl programów telewizyjnych).
Jest synem Renaty Schumann i Franciszka Fikusa, mężem Sabiny Kauf.

## Wybrane publikacje
- Wizja państwa niemieckiego w koncepcjach Kręgu z Krzyżowej, Wrocław 2009, ISBN 978-83-87708-64-1.
- Trudny spadek dysydentów III Rzeszy w Republice Federalnej Niemiec, wyd. 2013, ISBN 978-83-63352-16-5.
- Ślązacy w Niemczech po 1945 roku (pod red. M. Kalczyńską, wraz z G. Plochem), Opole 2009
- Pielgrzymka Benedykta XVI śladami Jana Pawła II w Polsce w 2006 roku (wraz z M. Drozdowskim). Warszawa 2010, ISBN 978-83-61250-22-7.
- Niepokorni z Krzyżowej, Opole 2010, ISBN 978-83-60691-97-7.
- Opór w III Rzeszy. Wydarzenia, ludzie, interpretacje, Opole 2011, ISBN 978-83-62736-43-0.
- Chrześcijański etos życia publicznego (red. naukowy), Opole 2012, ISBN 978-83-62736-80-5.
- Trudny spadek dysydentów III Rzeszy w Republice Federalnej Niemiec (praca habilitacyjna), Warszawa 2013, ISBN 978-83-63352-16-5.